# Kanguro
Ne doit pas être confondu avec Kanguroo.
Le Kanguro est un ancien navire ravitailleur de sous-marins et un navire de sauvetage de sous-marin de la Marine espagnole. Il peut également être qualifié de dock flottant.

## Description
Le navire est un catamaran dont l'espace libre traversant permettait à un sous-marin en semi-immersion d'accéder au centre du bateau et d'être soulevé par une grue. Cette grue pouvait soulever un sous-marin d'une longueur maximale de 46 m et d'un poids de 650 tonnes, depuis 40 m de profondeur jusqu'à 6 m au-dessus du niveau de la mer.

## Histoire

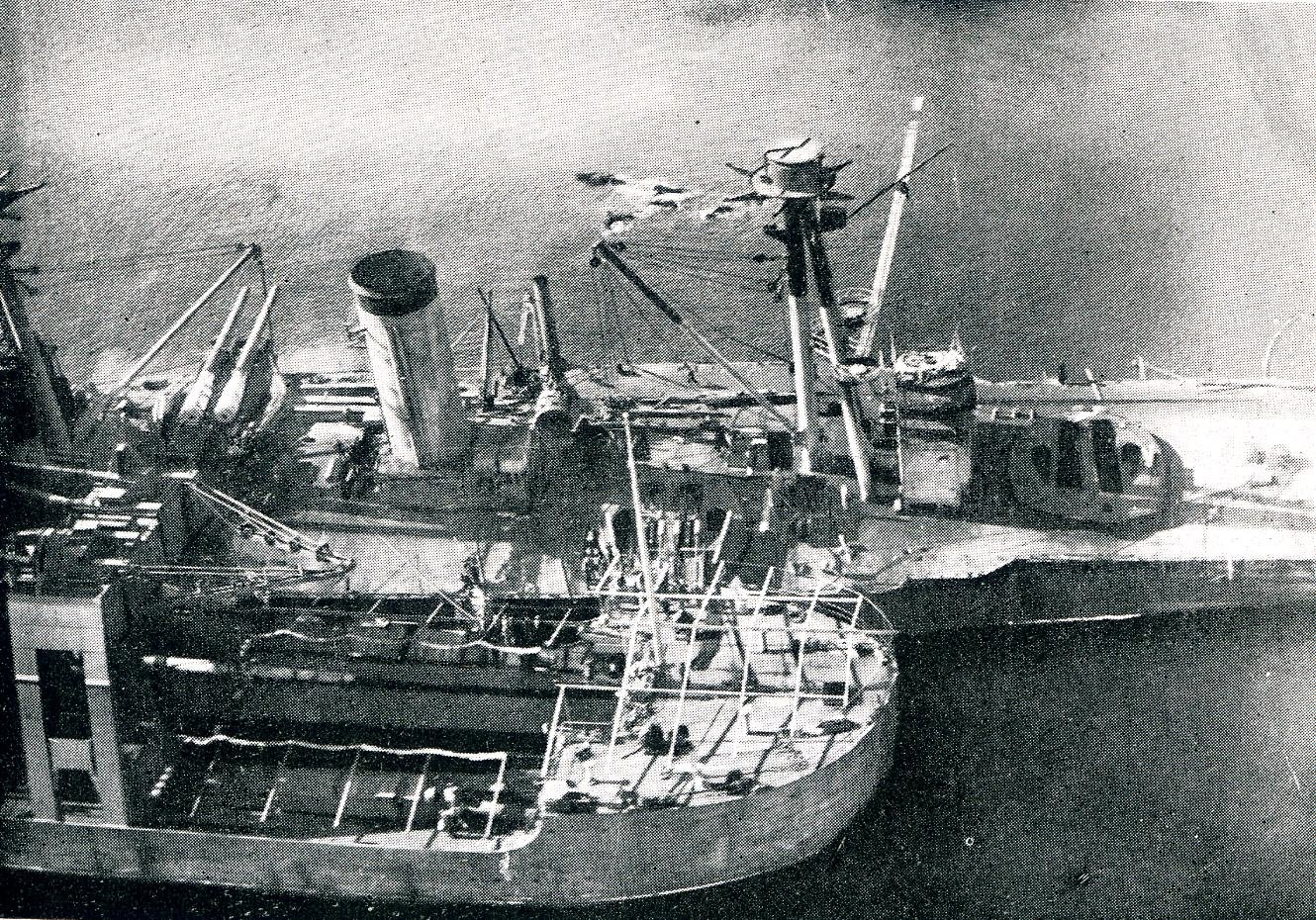
Sauvetage des canons du cuirassé España au cap des Trois Fourches en 1924.

Le Kanguro a été construit aux ateliers Werf Conrad de Haarlem aux Pays-Bas. Sa principale action notable est la récupération des canons de 305 mm du cuirassé  España (es) échoué au cap des Trois Fourches le 26 août 1923, durant la guerre du Rif. Le cuirassé considéré comme perdu, son armement a été démonté et récupéré au début de l'année suivante.
Au cours de la guerre d'Espagne, le Kanguro a été endommagé dans l'arsenal de Carthagène (es). Il a été retiré du service le 23 novembre 1943.

## Photos

Le Kanguro dans la baie de Pasaia en 1922.
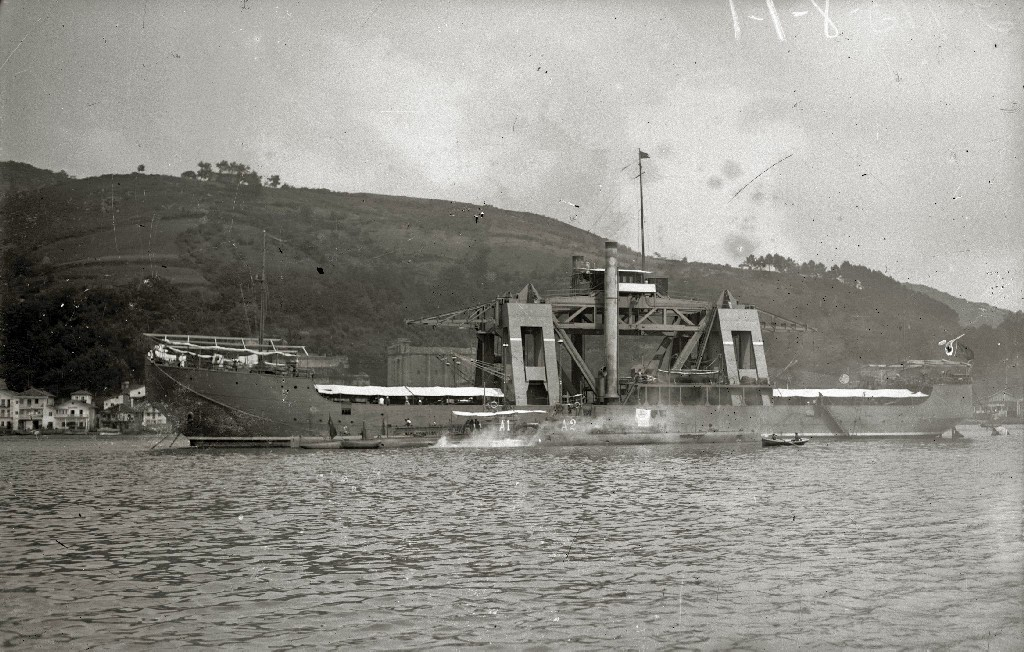
Le Kanguro dans la baie de Pasaia en 1922 avec les deux sous-marins A-1 et A2.
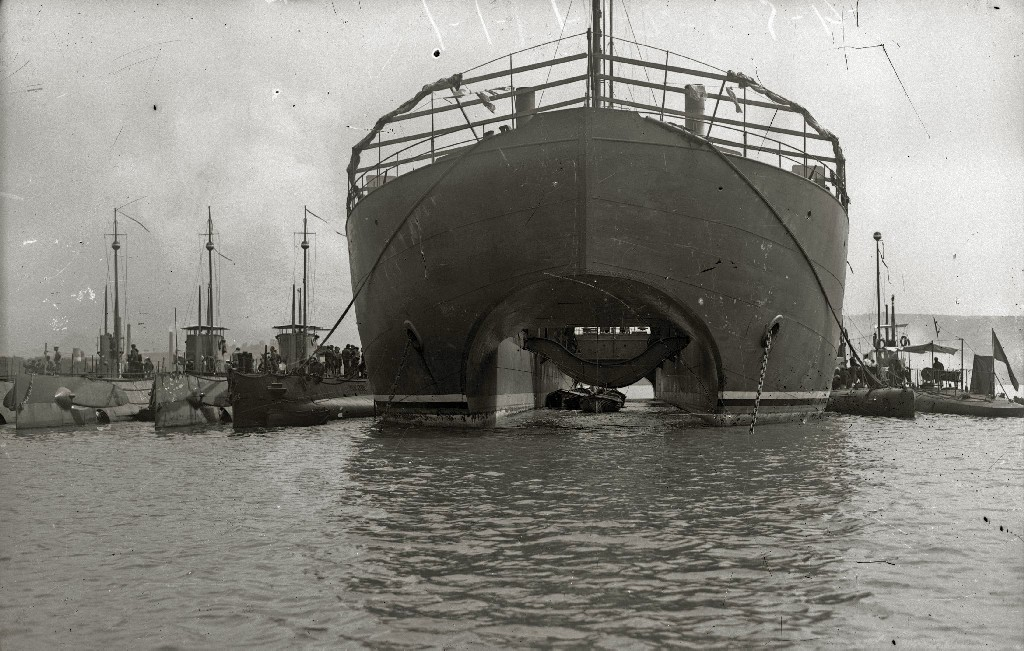
Encadré de sous-marins de classe B (à gauche) et de classe A (classe Laurenti, à droite).
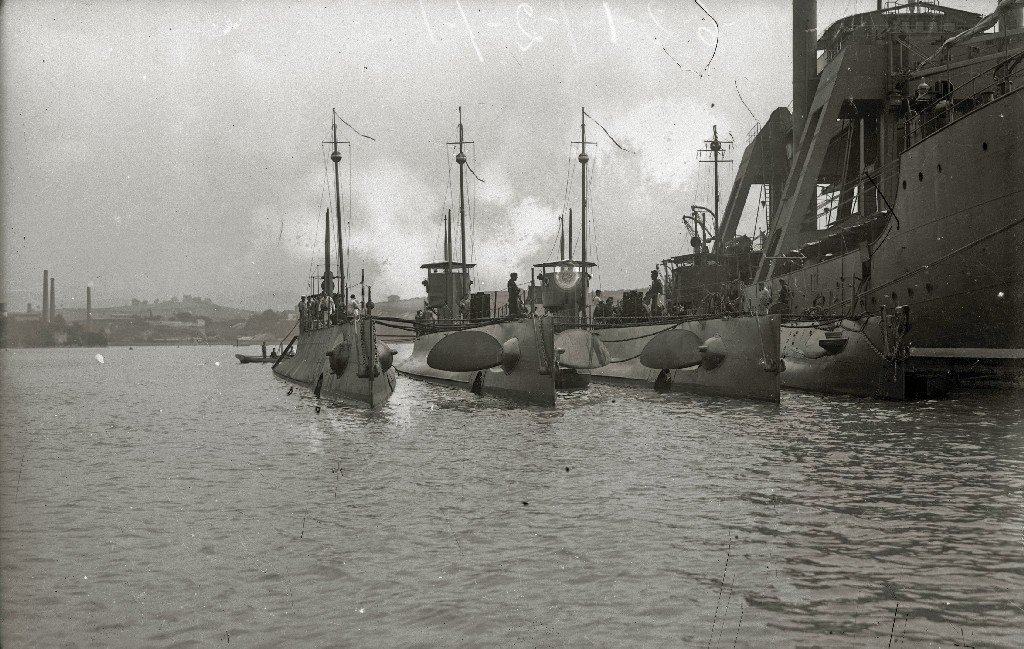
Avec les sous-marins de classe B.